# Reuben H. Fleet Space Theater and Science Center
Le Reuben H. Fleet Space Theater and Science Center est un musée de sciences situé dans le parc Balboa à San Diego, en Californie. Il fut le premier musée de sciences à combiner exposition interactive sur la science, planétarium et IMAX Dome (aussi appelé OMNIMAX).